# Тузов, Алексей Вячеславович
Алексе́й Вячесла́вович Ту́зов ( род. 6 декабря 1996, Дмитров, Московская область) — российский кёрлингист.
Мастер спорта России (кёрлинг, 2018).
В составе мужской сборной России выступал на чемпионатах Европы 2018 и 2019.

## Достижения
- Чемпионат России по кёрлингу среди мужчин: золото (2022), серебро (2017, 2021), бронза (2016, 2018).
- Кубок России по кёрлингу среди мужчин: золото (2020, 2022), серебро (2016[4]), бронза (2021, 2023).
- Чемпионат России по кёрлингу среди смешанных команд: серебро (2018, 2019, 2020, 2021), бронза (2014).
- Кубок России по кёрлингу среди смешанных команд: бронза (2018, 2019).
- Чемпионат России по кёрлингу среди смешанных пар: бронза (2019).
- Кубок России по кёрлингу среди смешанных пар: бронза (2021).

## Команды
| Сезон                                               | Четвёртый                | Третий              | Второй             | Первый               | Запасной                                                                        | Турниры                                                 |
| --------------------------------------------------- | ------------------------ | ------------------- | ------------------ | -------------------- | ------------------------------------------------------------------------------- | ------------------------------------------------------- |
| 2013—14                                             | Василий Тележкин         | Александр Ерёмин    | Дмитрий Антипов    | Алексей Тузов        | Александр Чистов                                                                | КРМ 2013 (7 место)                                      |
| 2015—16                                             | Александр Ерёмин         | Михаил Васьков      | Алексей Тузов      | Алексей Куликов      |                                                                                 | ЧРМ 2016                                                |
| 2016—17                                             | Александр Ерёмин         | Михаил Васьков      | Алексей Тузов      | Алексей Куликов      | Кирилл Савенков                                                                 | КРМ 2016                                                |
| 2016—17                                             | Михаил Васьков           | Александр Ерёмин    | Алексей Тузов      | Алексей Куликов      | Пётр Кузнецов                                                                   | ЧРМ 2017                                                |
| 2017—18                                             | Михаил Васьков           | Алексей Тузов       | Пётр Кузнецов      | Алексей Куликов      |                                                                                 | КРМ 2017 (5 место)                                      |
| 2017—18                                             | Александр Быстров        | Сергей Морозов      | Вадим Шведов       | Константин Манасевич | Алексей Тузов тренер: Дмитрий Мельников                                         | ЧМЮ 2018 (10 место)                                     |
| 2017—18                                             | Александр Ерёмин         | Алексей Куликов     | Алексей Тузов      | Михаил Васьков       | Пётр Кузнецов                                                                   | ЧРМ 2018                                                |
| 2018—19                                             | Михаил Васьков           | Алексей Тузов       | Пётр Кузнецов      | Алексей Куликов      | Антон Калалб (ЧЕ) тренеры: Александр Козырев (ЧЕ, ЧРМ), Анна Грецкая (ЧЕ, ЧРМ)  | ЧЕ 2018 (7 место) КРМ 2018 (9 место) ЧРМ 2019 (5 место) |
| 2019—20                                             | Сергей Глухов            | Алексей Тимофеев    | Артур Ражабов      | Антон Калалб         | Алексей Тузов тренеры: Александр Козырев, Даниэль Рафаэль                       | ЧЕ 2019 (9-е место)                                     |
| 2020—21                                             | Александр Ерёмин         | Михаил Васьков      | Алексей Тузов      | Алексей Куликов      | Кирилл Савенков (КРМ), Пётр Кузнецов (ЧРМ) тренеры: А.Д. Грецкая, Д.Н. Степанов | КРМ 2020 · ЧРМ 2020 (5 место)                           |
| 2020—21                                             | Михаил Васьков           | Алексей Тузов       | Пётр Кузнецов      | Алексей Куликов      | Кирилл Савенков тренеры: А.Д. Грецкая, Д.Н. Степанов                            | ЧРМ 2021                                                |
| 2021—22                                             | Александр Ерёмин         | Алексей Тузов       | Пётр Кузнецов      | Алексей Куликов      | Кирилл Савенков тренеры: А.Д. Грецкая, Д.Н. Степанов                            | КРМ 2021                                                |
| 2021—22                                             | Александр Ерёмин         | Михаил Васьков      | Алексей Тузов      | Алексей Куликов      | Пётр Кузнецов тренеры: А.Д. Грецкая, Д.Н. Степанов                              | ЧРМ 2022                                                |
| 2022—23                                             | Михаил Васьков           | Александр Ерёмин    | Алексей Тузов      | Алексей Куликов      | Пётр Кузнецов тренеры: А.Д. Грецкая (КРМ, ЧРМ), Д.Н. Степанов (ЧРМ)             | КРМ 2022 · ЧРМ 2023 (6 место)                           |
| 2023—24                                             | Михаил Васьков           | Александр Ерёмин    | Алексей Тузов      | Алексей Куликов      | Пётр Кузнецов тренер: А.Д. Грецкая                                              | КРМ 2023                                                |
| 2023—24                                             | Михаил Васьков           | Александр Ерёмин    | Алексей Тузов      | Пётр Кузнецов        | Кирилл Суровов тренеры: В.Н. Гудин, А.Д. Грецкая                                | ЧРМ 2024 (4 место)                                      |
| 2024—25                                             | Александр Ерёмин         | Алексей Тузов       | Кирилл Суровов     | Алексей Куликов      | Дмитрий Грецкий тренеры: В.Н. Гудин, А.Д. Грецкая                               | ЧРМ 2025 (5 место)                                      |
| Кёрлинг среди смешанных команд (mixed curling)      |                          |                     |                    |                      |                                                                                 |                                                         |
| 2011—12                                             | Ксения Шевчук            | Алексей Тузов       | Ольга Котельникова | Александр Чистов     | Дарья Стёксова                                                                  | КРСК 2011 (15 место)                                    |
| 2011—12                                             | Дмитрий Антипов          | Дарья Стёксова      | Алексей Тузов      | Елена Солодкая       |                                                                                 | ЧРСК 2012 (16 место)                                    |
| 2012—13                                             | Павел Мишин              | Дарья Стёксова      | Александр Ерёмин   | Марина Вдовина       | Татьяна Лукина Алексей Тузов                                                    | ЧРСК 2013 (7 место)                                     |
| 2013—14                                             | Василий Тележкин         | Дарья Морозова      | Алексей Куликов    | Марина Вдовина       | Алексей Тузов                                                                   | ЧРСК 2014                                               |
| 2014—15                                             | Александр Ерёмин         | Дарья Стёксова      | Алексей Тузов      | Ольга Котельникова   |                                                                                 | КРСК 2014 (13 место)                                    |
| 2016—17                                             | Александр Ерёмин         | Дарья Морозова      | Алексей Тузов      | Ольга Котельникова   |                                                                                 | ЧРСК 2017 (5 место)                                     |
| 2017—18                                             | Александр Ерёмин         | Дарья Морозова      | Алексей Тузов      | Ирина Рязанова       |                                                                                 | ЧРСК 2018                                               |
| 2018—19                                             | Михаил Васьков           | Влада Румянцева     | Алексей Тузов      | Дарья Морозова       |                                                                                 | КРСК 2018                                               |
| 2018—19                                             | Александр Ерёмин         | Анастасия Москалёва | Алексей Тузов      | Дарья Морозова       |                                                                                 | ЧРСК 2019                                               |
| 2019—20                                             | Александр Ерёмин         | Анастасия Москалёва | Алексей Тузов      | Дарья Морозова       | тренеры (ЧРСК): Т.А. Лукина, А.Д. Грецкая                                       | КРСК 2019 · ЧРСК 2020                                   |
| 2020—21                                             | Михаил Васьков           | Ольга Котельникова  | Алексей Тузов      | Дарья Морозова       |                                                                                 | ЧРСК 2021                                               |
| Кёрлинг среди смешанных пар (mixed doubles curling) |                          |                     |                    |                      |                                                                                 |                                                         |
| 2012—13                                             | Татьяна Лукина           | Алексей Тузов       |                    |                      |                                                                                 | ЧРСП 2013 (7 место)                                     |
| 2014—15                                             | Дарья Морозова           | Алексей Тузов       |                    |                      |                                                                                 | КРСП 2014 (9 место)                                     |
| 2014—15                                             | Марина Вдовина           | Алексей Тузов       |                    |                      |                                                                                 | ЧРСП 2015 (17 место)                                    |
| 2015—16                                             | Дарья Морозова           | Алексей Тузов       |                    |                      |                                                                                 | КРСП 2015 (6 место)                                     |
| 2016—17                                             | Ксения Шевчук            | Алексей Тузов       |                    |                      |                                                                                 | КРСП 2016 (9 место)                                     |
| 2016—17                                             | Ольга Котельникова       | Алексей Тузов       |                    |                      |                                                                                 | ЧРСП 2017 (4 место)                                     |
| 2018—19                                             | Дарья Морозова           | Алексей Тузов       |                    |                      |                                                                                 | ЧРСП 2019                                               |
| 2019—20                                             | Дарья Морозова           | Алексей Тузов       |                    |                      |                                                                                 | КРСП 2019 (5 место)                                     |
| 2019—20                                             | Александра Кардапольцева | Алексей Тузов       |                    |                      |                                                                                 | ЧРСП 2020 (5 место)                                     |
| 2020—21                                             | Дарья Морозова           | Алексей Тузов       |                    |                      |                                                                                 | КРСП 2020 (13 место)                                    |
| 2021—22                                             | Анастасия Мищенко        | Алексей Тузов       |                    |                      | тренер: Анна Грецкая (КР, ЧР), Д.Н. Степанов (ЧР)                               | КРСП 2021 · ЧРСП 2022 (8 место)                         |
| 2022—23                                             | Анастасия Мищенко        | Алексей Тузов       |                    |                      | тренеры: Анна Грецкая, Т.А. Лукина                                              | ЧРСП 2023 (11 место)                                    |

(скипы выделены полужирным шрифтом)